# Беляни (Плонський повіт)
Беляни (пол. Bielany) — село в Польщі, у гміні Рацьонж Плонського повіту Мазовецького воєводства.
Населення — 165 осіб (2011).
У 1975-1998 роках село належало до Цехановського воєводства.

## Демографія
Демографічна структура станом на 31 березня 2011 року:
|          | Загалом | Допрацездатний вік | Працездатний вік | Постпрацездатний вік |
| -------- | ------- | ------------------ | ---------------- | -------------------- |
| Чоловіки | 82      | 24                 | 45               | 13                   |
| Жінки    | 83      | 18                 | 42               | 23                   |
| Разом    | 165     | 42                 | 87               | 36                   |